# Ernst Ising
Ernst Ising (* 10. Mai 1900 in Köln; † 11. Mai 1998 in Peoria/Illinois, USA) war ein deutscher Mathematiker und Physiker.

## Leben
Ernst Isings Eltern waren der Kaufmann Gustav Ising und dessen Ehefrau Thekla, geborene Löwe. Nach dem Abitur am Humanistischen Gymnasium Bochum und einem kurzen Militärdienst studierte Ernst Ising Mathematik, Physik und Astronomie in Göttingen, Bonn und Hamburg. In seiner bei Wilhelm Lenz in Hamburg 1922 angefangenen und 1924 abgeschlossenen Dissertation analysierte er ein von seinem Doktorvater vorgeschlagenes Modell, das zum Verständnis des Ferromagnetismus beitragen sollte, das später nach ihm benannte Ising-Modell. Die Dissertation wurde 1925 in Auszügen in der Zeitschrift für Physik veröffentlicht. Weil die von Ernst Ising betrachtete eindimensionale Version, eine Spinkette,  keinen geordneten Ferromagnetismus beschrieb, war die resignierende, aber irrige Schlussfolgerung, dass das Modell wegen seiner kurzreichweitigen Wechselwirkungen vermutlich kein weiteres besonderes Interesse verdiente („... so gelangen wir bei unseren Annahmen nicht zu einer Erklärung des  Ferromagnetismus... Es scheint daher der Schluss berechtigt, dass eine unserer Annahmen nicht zutreffend ist“).
Nach seiner Promotion war Ising zwei Jahre in der Industrie tätig (Patentabteilung der AEG), bevor er sich dem Lehrerberuf zuwandte. Er studierte Pädagogik und Philosophie in Berlin mit dem Lehramtsexamen für Höhere Schulen 1930. Ab 1927 war er am Internat in Salem tätig. Danach war er Studienassessor in Strausberg und Crossen. Nach der Machtergreifung der Nationalsozialisten wurde Ising 1933 wegen seiner jüdischen Herkunft aus dem Staatsdienst entlassen. Er fand eine Anstellung am Jüdischen Kinder- und Landschulheim Caputh bei Potsdam, an dem er 1937 Fridolin Friedmann als Schulleiter ablöste; Ernst und seine Frau Johanna „Jane“ Ising, geborene Ehmer, wohnten in Caputh neben dem, nun bereits ehemaligen, Sommerhaus der Familie Albert Einstein. 1938 wurde die Schule von Nazis verwüstet, 1939 emigrierten die Isings nach Luxemburg. Im Juli 1939 und im Februar 1942 lehnten die Schweizer Behörden ein Einreisegesuch ab. Isings Vater lebte als Emigrant in Basel. Nach der Besetzung Luxemburgs (1940) durch die deutsche Wehrmacht wurde Ising über ein Jahr zu Zwangsarbeit bei der Demontage von Eisenbahnschienen an der Maginot-Linie verpflichtet. 1947 wanderte Familie Ising in die USA aus.
Erst danach erfuhr Ising, dass sein Modell Gegenstand intensiver Forschung geworden war. Insbesondere die exakte Lösung des Modells für ein Quadratgitter in zwei Dimensionen durch Lars Onsager im Jahre 1944 sorgte in Fachkreisen für große Beachtung: Das Modell ist, in der mehrdimensionalen Version, doch in der Lage, die Umwandlung eines bei höheren Temperaturen magnetisch ungeordneten Materials in einen Ferromagneten zu beschreiben, wie 1936 von Rudolf Peierls qualitativ vorhergesagt.
Ising war zunächst Lehrer an einem College in Minot (North Dakota). 1948 erhielt er eine Professur an der Bradley University in Peoria (Illinois). Er wirkte dort mehrere Jahrzehnte bis zu seiner Emeritierung im Jahre 1976 als Hochschullehrer, ohne, abgesehen von einem kürzeren Leserbrief über Goethe as a physicist, in Fachzeitschriften zu publizieren. 1953 wurde er US-Staatsbürger. 1971 erhielt er eine Auszeichnung als „Outstanding Teacher of America“. 
In einem Nachruf der Bradley University steht: Ernst war ein sensibler, künstlerisch interessierter Mann der Reisen und die Künste liebte. Er hatte einen durchdringenden Verstand und einen scharfen Sinn für Humor, war aber von sanftem, ruhigem Charakter, der immer ein wenig verlegen wirkte, wenn er nach seinem berühmten Modell gefragt wurde.
1974 wurde er durch die Universität Hamburg anlässlich seines Goldenen Doktorjubiläums geehrt.

## Wirkung
Mit seinen zahlreichen Varianten ist das Ising-Modell zu einem der meistuntersuchten Modelle in der statistischen Physik (und darüber hinaus) geworden. Insbesondere ist es Ausgangspunkt grundlegender Beschreibungen von Phasenübergängen in einer Reihe von Materialien ohne und mit (z. B. "Random-Bond-Ising-Modell") Verunreinigungen, von glasartigen (z. B. +/-J-Modell oder Sherrington-Kirkpatrick-Modell)
und räumlich modulierten (ANNNI-Modell) Strukturen sowie von neuronalen Netzen und Lernprozessen (Hopfield-Modell). Es dient zum Testen numerischer Algorithmen, z. B. von Monte-Carlo-Simulationen und Transfermatrix-Rechnungen. "Simple Ising models still thrive" (Michael E. Fisher) scheint ein Evergreen nicht nur in der statistischen Physik zu sein. Viele Experimente lassen sich durch das Ising-Modell sehr schön reproduzieren. 
Nach dem Tode Isings hat die Universität Hamburg einen "Lenz-Ising-Preis" ausgelobt, der 2002 erstmals verliehen wurde. Zusätzlich benannte die Universität eine Juniorprofessur nach Ising. Die Universität zu Köln, Isings Geburtsort, hat den "Ernst-Ising Dissertationspreis" ausgelobt, der 2019 erstmals verliehen wurde. 